# Улица Петра Великого (Владивосток)
У́лица Петра́ Вели́кого — улица в историческом центре Владивостока. Входит в число наиболее посещаемых туристами и гостями города.
Одна из первых улиц города (а возможно, и первая). Здесь протекал ручей, который первые жители Владивостока перегородили плотиной, чтобы из образовавшегося пруда брать воду. Так улица получила своё первое название — Прудовая. С 1909 года — улица Петра Великого. В советский период, с 1923 года — улица Первого Мая.
Улица начинается от Корабельной набережной бухты Золотой Рог, пересекает Светланскую улицу и поднимается влево от Театрального сквера (у театра имени Горького). На улице расположен Адмиральский сквер (бывший парк Дома офицеров флота), рядом с ним — мемориал ТОФ, часовня Андрея Первозванного и арка Цесаревича.
В 2012 году неподалёку построен вантовый Золотой мост через Золотой Рог.

## Здания и сооружения
- дом 2 (1916) — здание построено военно-морским ведомством, ныне здесь прокуратура Ленинского района, офис «Ингосстраха»
- на пересечении со Светланской улицей (Светланская, 47) — здание Морского штаба (построено в 1911 г., надстроено в 1938—1944 гг.), ныне банк «Приморье»
- дом 3 — Дальневосточная государственная академия искусств (ДВГАИ)
- дом 4 (1914) — Общество изучения Амурского края (ОИАК), библиотека ОИАК
- дом 4г (2005) — часовня святого апостола Андрея Первозванного (при штабе ТОФ)
- дом 6 (1890) — музей ОИАК, первый на Дальнем Востоке. Ныне — музейно-выставочный центр музея Арсеньева
- дом 8 (1921) — «Новый театр», первое на Дальнем Востоке здание из монолитного железобетона. Построен на средства ОИАК. Ныне — Приморский краевой театр кукол
- Николаевские триумфальные ворота (Арка цесаревича) (1891) — первый монументальный памятник Владивостока. Построены к визиту цесаревича Николая Александровича, будущего императора Николая II. Снесены в 1930 году, восстановлены в 2003 году[2]

Также рядом с улицей расположены:
- мемориальный комплекс «Боевая слава ТОФ» и мемориальная подводная лодка С-56
- памятник Сергею Лазо — в Театральном сквере, в честь героя гражданской войны. Первоначально это был памятник адмиралу Василию Завойко, установленный в 1908 году. В 1929 году бронзовую статую адмирала с постамента сняли, а в 1945 году её сменила фигура командира красных партизан.[3]